# وو سونغ-جونغ
وو سونغ-جونغ (هانغل: 우성용) هو لاعب كرة قدم كوري جنوبي في مركز الهجوم، ولد في 18 أغسطس 1974 في محافظة غوسونغ في كوريا الجنوبية. شارك مع منتخب كوريا الجنوبية تحت 23 سنة لكرة القدم ومنتخب كوريا الجنوبية لكرة القدم. أما مع النوادي، فقد لعب مع أولسان هيونداي وإنتشون يونايتد وبوهانغ ستيلرز ونادي بوسان أي بارك ونادي سونغنام.

## وصلات خارجية
- وو سونغ-جونغ على موقع دوري كوريا الجنوبية (الإنجليزية)
- وو سونغ-جونغ على موقع قاعدة بيانات كرة القدم.إي يو (الإنجليزية)
- وو سونغ-جونغ على موقع ناشيونال فوتبول تيمز (الإنجليزية)
- وو سونغ-جونغ على موقع Soccerway.com (الإنجليزية)